# Карири (агломерация)
Карири (порт. Região Metropolitana do Cariri)  —  крупная городская агломерация в Бразилии. Центр — город Жуазейру-ду-Норти. Входит в штат Сеара. 

## Население
Численность населения агломерации по состоянию на 2014 год составляет 590 209 человек. Занимает площадь 5460,1 км². Плотность населения — 108,1 чел./км².

## Состав
Включает 9 муниципалитетов: 
| муниципалитет     | население в 2014 (чел.) |
| ----------------- | ----------------------- |
| Жуазейру-ду-Норти | 263 704                 |
| Крату             | 127 657                 |
| Барбалья          | 58 347                  |
| Мисан-Велья       | 35 150                  |
| Жардин            | 27 069                  |
| Каририасу         | 26 840                  |
| Фариас-Бриту      | 18 937                  |
| Сантана-ду-Карири | 17 457                  |
| Нова-Олинда       | 15 048                  |
| всего             | 590 209                 |